# Pseudancistrus corantijniensis
Pseudancistrus corantijniensis är en fiskart som beskrevs av De Chambrier och Montoya-burgos 2008. Pseudancistrus corantijniensis ingår i släktet Pseudancistrus och familjen Loricariidae. Inga underarter finns listade i Catalogue of Life.